# Polygonatum longipedunculatum
Polygonatum longipedunculatum là một loài thực vật có hoa trong họ Măng tây. Loài này được S.Yun Liang miêu tả khoa học đầu tiên năm 1987.